# Scattergood Meets Broadway
Pour plus de détails, voir Fiche technique et Distribution.
Scattergood Meets Broadway est un film américain de Christy Cabanne, sorti en 1941.

## Synopsis
Scattergood prête un peu d'argent à sa voisine, Elly Drew, qui allait vendre sa maison afin de subvenir aux besoins de son fils David, un aspirant dramaturge qui se trouve à New York pour essayer de faire produire sa pièce. Il décide également de se rendre à la ville pour voir comment va David et découvre que les choses ne sont pas aussi roses qu'elles en ont l'air.

## Fiche technique
- Titre : Scattergood Meets Broadway
- Titre original : Scattergood Meets Broadway
- Réalisation : Christy Cabanne
- Scénario : Michael L. Simmons
 Ethel B. Stone
- Production : Jerrold T. Brandt
- Société de production : RKO Pictures
- Direction musicale :
- Musique : Dimitri Tiomkin
- Photographie : Jack MacKenzie
- Direction artistique :
- Costumes :
- Montage :
- Pays de production : États-Unis
- Format : Noir et blanc - Son : Mono (RCA Victor System)
- Genre : Comédie romantique
- Durée : 68 minutes
- Dates de sortie :
  - États-Unis : 22 août 1941 (première à New York)

## Distribution
- Guy Kibbee : Scattergood Baines
- Mildred Coles : Peggy Gibson
- William "Bill" Henry : David Drew
- Emma Dunn : Mirandy Baines
- Frank Jenks : J. J. Bent
- Joyce Compton : Diana Deane
- Bradley Page : H. C. Bard
- Chester Clute : Quentin Van Deusen
- Morgan Wallace : Reynolds
- Carl Stockdale : Squire Pettibone
- Charlotte Walker : Elly Drew
- Paul White : Hipp
- Don Brodie : Waiter
- Herbert Rawlinson : The Governor